# Rey Xiang de Zhou
El Rey Xiang de Zhou (?- 619 a. C.) (en chino, 周襄王; pinyin, Zhōu Xiāng Wáng) fue el decimoctavo rey de la Dinastía Zhou de China, y el sexto rey de la Dinastía Zhou Oriental. Fue el sucesor de su padre, el Rey Hui de Zhou.
Se casó con la Señora Dí, pero después se separó de ella.
En 635 fue expulsado de la capital por su hermano Dai, y luego repuesto por el duque Wen de Jin.
Después de su muerte, le sucedió su hijo, el Rey Qing de Zhou.